# Старая Отрада (Башкортостан)
Ста́рая Отра́да (баш. Иҫке Отрада) — село в Куюргазинском районе Башкортостана, административный центр Отрадинского сельсовета.

## Население
| 2002 | 2009 | 2010 |
| ---- | ---- | ---- |
| 569  | ↘556 | ↘529 |

Национальный состав
Согласно переписи 2002 года, преобладающая национальность — русские (71 %).

## Географическое положение
Расстояние до:
- районного центра (Ермолаево): 16 км,
- ближайшей ж/д станции (Ермолаево): 25 км.

## Известные жители
В селе Старая Отрада прошло детство Юры Шатунова до детдома и интерната.